# 張侃 (政治人物)
張侃（1509年—？），字巽卿，號鳳原，直隸大河衛軍籍，蘇州府崑山縣人，明朝政治人物。

## 生平
嘉靖十九年（1540年）庚子科應天府鄉試第四十一名舉人。嘉靖二十三年（1544年）中式甲辰科會試第一百五十八名，登第三甲第七十一名進士。二十六年六月选授刑科給事中，二十七年十一月升工科右，疏陳京營事務四事，詔如議。二十八年九月升户科左，十二月升刑科都，二十九年俺答围京城，八月兵部尚書丁汝夔因军事失利被杀，給事中張侃、杜汝楨、烏從善因違旨各杖五十，侃仍黜為民。

## 家族
曾祖張清；祖父張經，義官；父張蓋，義官。嫡母金氏；生母屈氏。慈侍下。繼室沈德容是辛丑科状元沈坤的姊妹。